# Josep Miret
Josep Miret i Llopart (Barcelona, 1900 - ibídem, 1978) fue un escultor español. 

## Biografía
Se especializó en trabajos en piedra y mármol realizados en obras de arquitectura, así como en obras de grandes dimensiones, generalmente realizadas a partir de bocetos de otros escultores.
Entre sus obras, la mayoría en Barcelona, se encuentra el San Juan Bautista situado en una hornacina de la calle Assaonadors con la Plazuela d'en Marcús, obra de artista desconocido original de 1628 y destruida en 1936, que fue reconstruida por Miret en 1958.
En 1961 reconstruyó la colosal estatua (8 m) del Sagrado Corazón de Jesús que corona el Templo Expiatorio del Sagrado Corazón, en el Tibidabo, original de Frederic Marès de 1935, que había sido fundida durante la Guerra Civil para forjar material bélico. En el mismo templo realizó un Vía Crucis de alabastro policromado situado en la cripta, así como las esculturas de los Doce Apóstoles en el interior.
Al año siguiente realizó una estatua de San Severo situada en la fuente de la plaza de San Felipe Neri, diseñada por el arquitecto Joaquim de Ros de Ramis. Esta figura fue robada al año siguiente y sustituida por una estatuilla del mismo autor conocida como El estudiante, igualmente sustraída a finales de los años 1970.
En 1965 restauró diversos elementos del Monumento a Colón: alegorías de Cataluña (original de Pere Carbonell), Aragón (Josep Carcassó), León (Rafael Atché) y Castilla (Josep Gamot); figuras de Luis de Santángel (Josep Gamot), Bernat Boïl (Manuel Fuxá), Jaume Ferrer de Blanes (Francisco Pagés) y Pere de Margarit (Eduard B. Alentorn).
Al año siguiente elaboró la figura de Fray Pedro Ponce de León, situada en el paseo de San Juan, dedicada a la memoria de este pedagogo dedicado a la enseñanza de sordomudos.
En 1968 confeccionó un medallón dedicado a Pompeu Fabra, situado en un monolito en la plaza de Lesseps.
En 1970 realizó varias figuras para decorar el exterior del Palacete Albéniz, en los jardines de Joan Maragall (Montjuïc): Diana, copia de la obra Artemisa de Gabios realizada por el escultor griego Praxíteles conservada en el Museo del Louvre; Venus de Fréjus, copia de la obra homónima del siglo IV a. C. presente igualmente en el Louvre; Compañía de Diana, inspirada en una Diana cazadora del escultor francés René Frémin; Venus, copia de una Venus saliendo del agua del siglo IV a. C. que se puede contemplar también en el Louvre; Diana peinándose, copia de una ménade helenística del siglo III a. C. conservada en el Staatliches Museum de Berlín; Antonino Pío, un busto del emperador romano copiado del encontrado en una excavación de la muralla romana de Barcino, original del siglo II; y Faustina Augusta, un busto de la esposa del emperador Marco Aurelio, hallado junto al anterior y conservado en el Museo de Historia de Barcelona.